# Nova Olinda do Norte
Nova Olinda do Norte è un comune del Brasile nello Stato dell'Amazonas, parte della mesoregione di Centro Amazonense e della microregione di Itacoatiara.